# Lamont Jones
Lamont „MoMo” Jones (ur. 26 czerwca 1990 w Nowym Jorku) – amerykański koszykarz występujący na pozycjach rozgrywającego lub rzucającego obrońcy, obecnie zawodnik Fraport Skyliners.
W 2009 wziął udział w meczu gwiazd amerykańskich szkół średnich – Jordan Classic.
19 sierpnia 2019 został zawodnikiem niemieckiego Fraport Skyliners.

## Osiągnięcia
Stan na 18 października 2019, na podstawie, o ile nie zaznaczono inaczej.
NCAA
- Uczestnik rozgrywek:
  - Elite 8 turnieju NCAA (2011)
  - turnieju NCAA (2011–2013)
- Mistrz:
  - turnieju konferencji Metro Atlantic Athletic (MAAC – 2013)
  - sezonu regularnego konferencji:
    - Pac-10 (2011)
    - MAAC (2012)
- Koszykarz roku MAAC (2013)[5]
- MVP turnieju MAAC (2013)
- Laureat Haggerty Award (2013)[6]
- Zaliczony do:
  - I składu:
    - MAAC (2013)
    - turnieju:
      - MAAC (2013)
      - Paradise Jam (2013)

  - II składu MAAC (2012)
  - składu honorable mention:
    - All-American (2013 przez Associated Press)
    - Pac-10 (2011)
- Lider MAAC w:
  - średniej (22,6) i liczbie (769) punktów (2013)
  - skuteczności rzutów wolnych (88,8% – 2013)
  - liczbie celnych i oddanych rzutów:
    - z gry (2013)
    - wolnych (2013)
    - za 2 punkty (2013)

Drużynowe
- Wicemistrz Czarnogóry (2017)
- Finalista pucharu Czarnogóry (2017)

Indywidualne
- MVP zagraniczny ligi fińskiej (2016)
- Lider strzelców ligi fińskiej (2016)